# かわらけ投げ

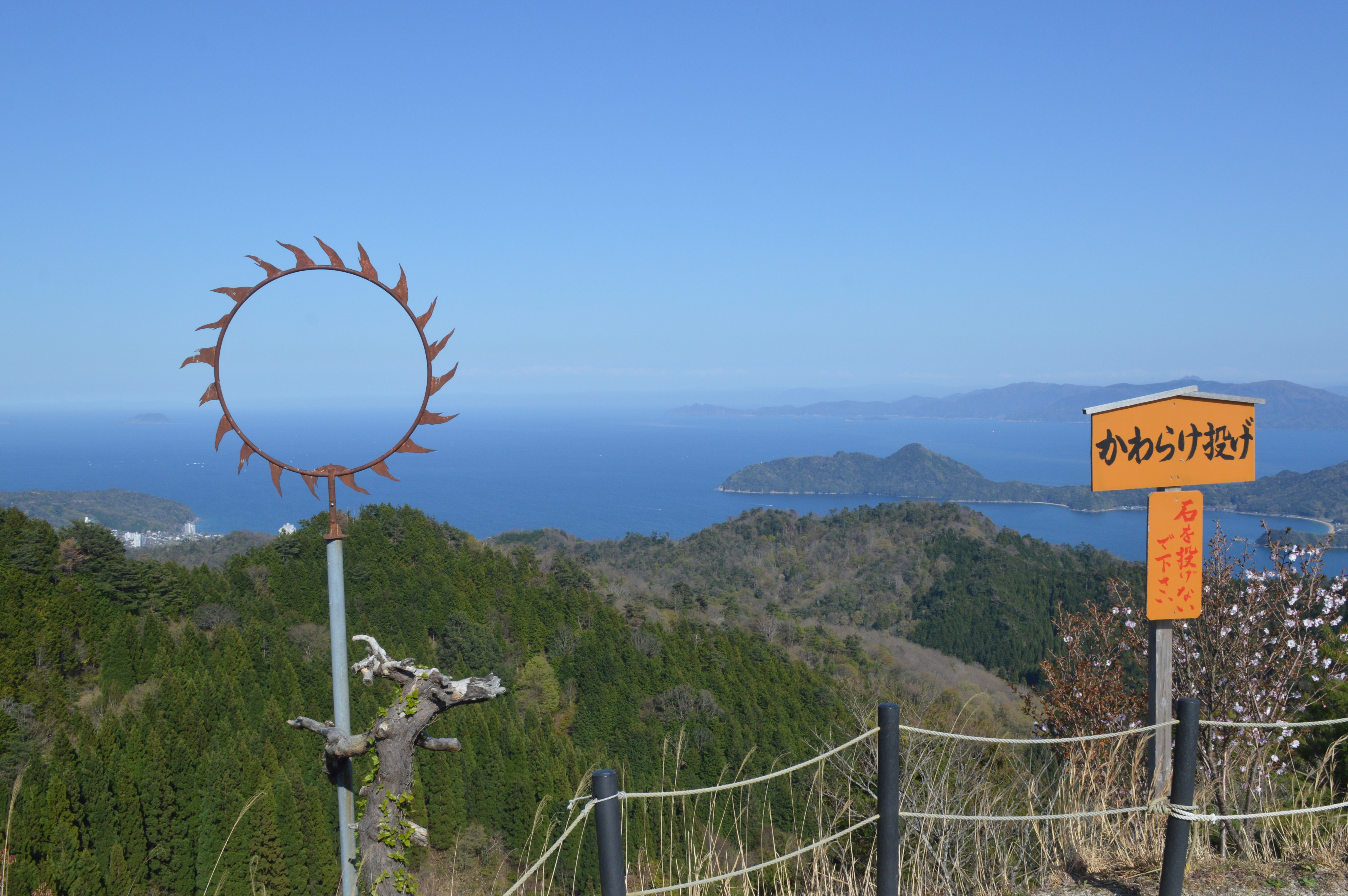
かわらけ投げの的（成相山パノラマ展望台）

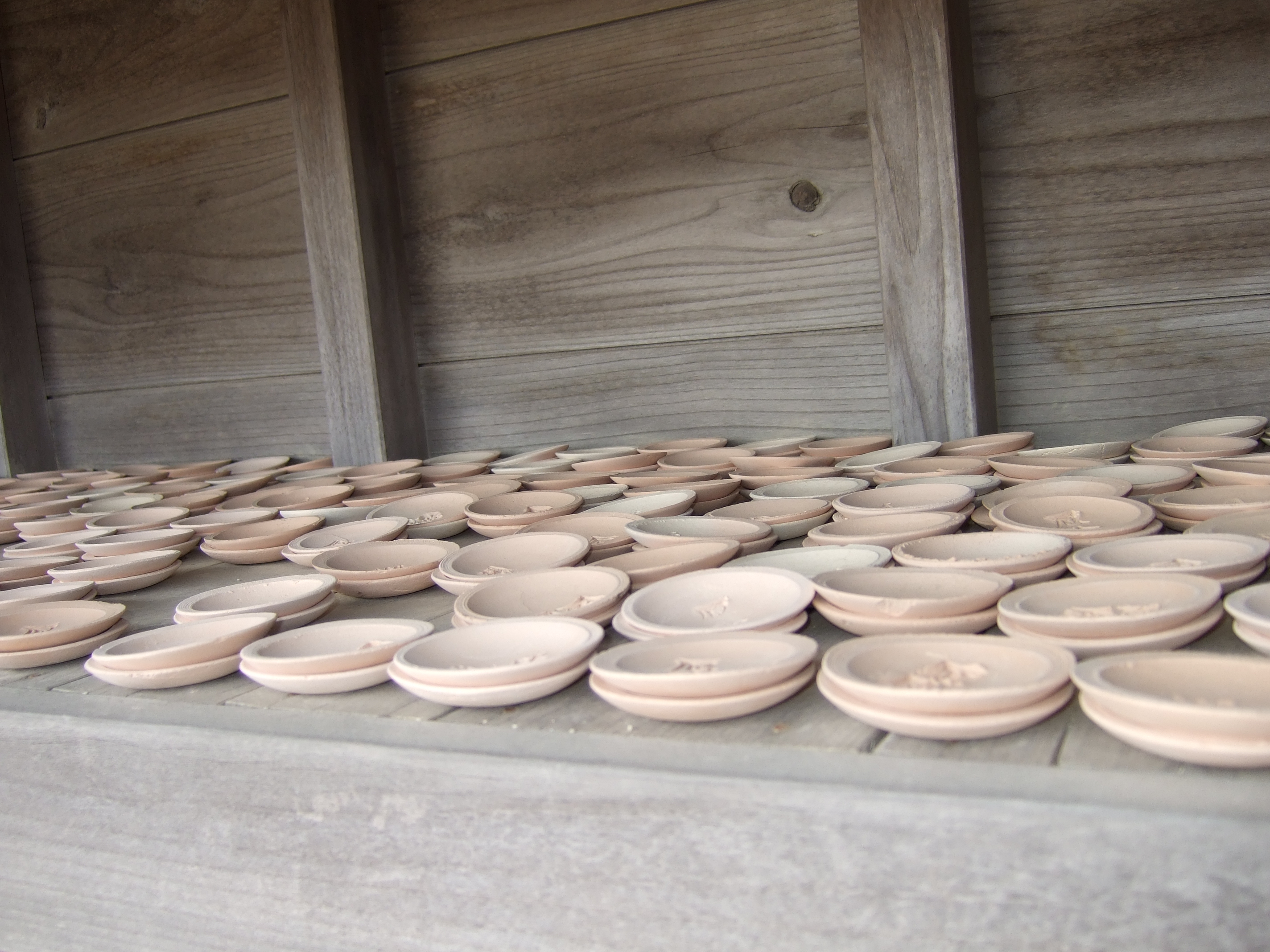
土器盃投げ用の皿

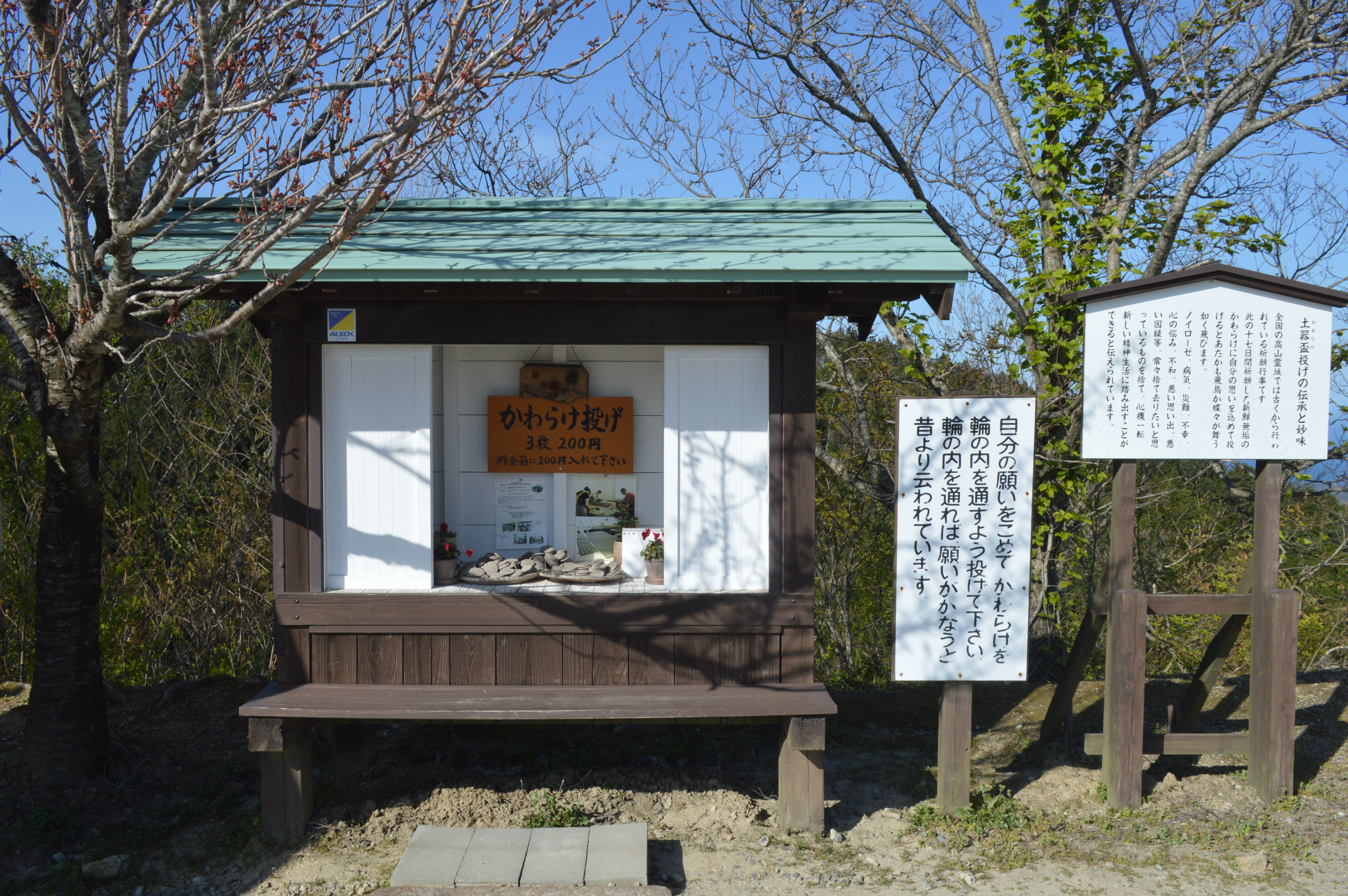
受付（成相山パノラマ展望台）

かわらけ投げ（かわらけなげ、土器投げ、瓦投げ）は、厄よけなどの願いを掛けて、高い場所から素焼きや日干しの土器（かわらけ）の酒杯や皿を投げる遊びである。

## 歴史

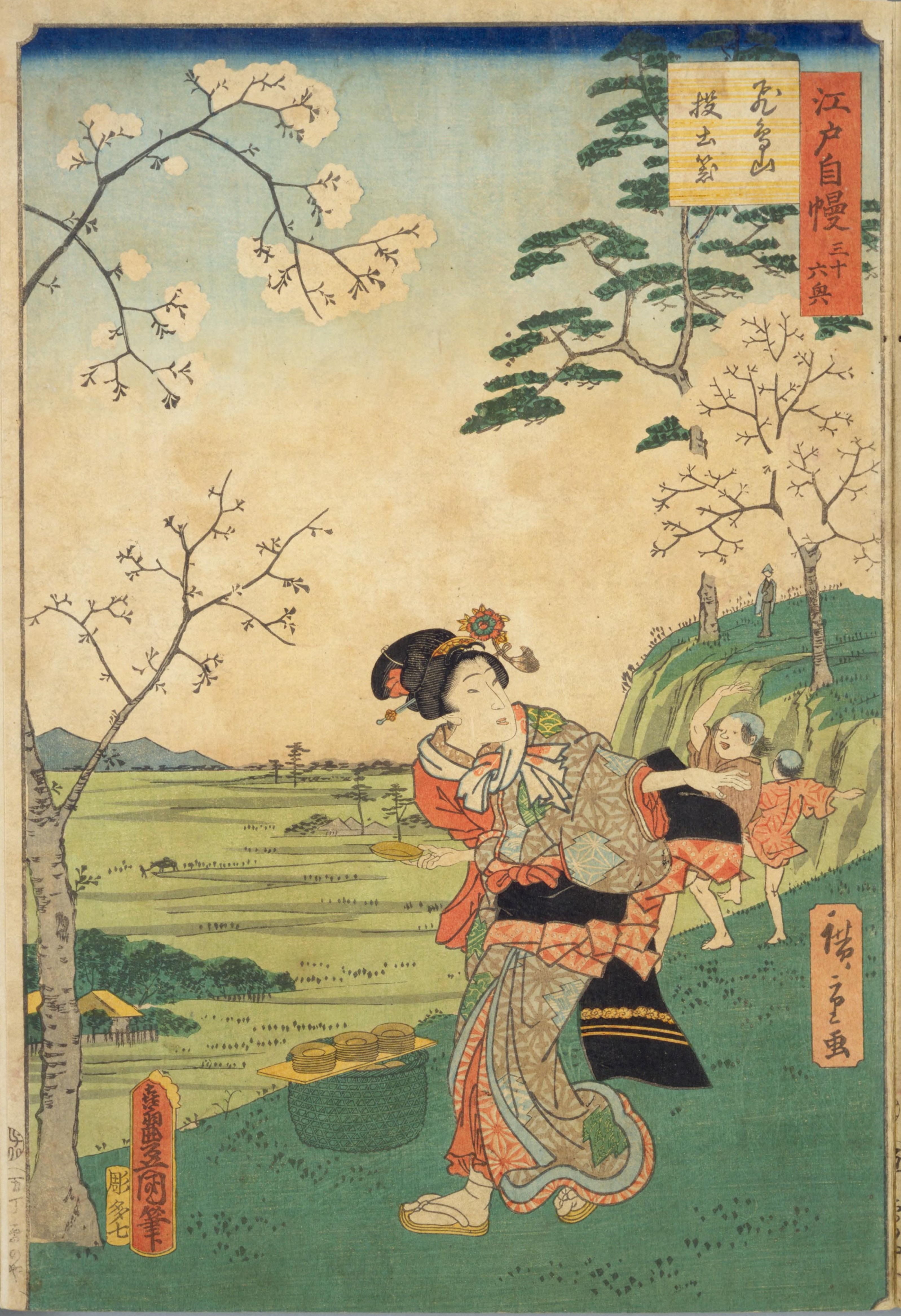
国貞・広重二代『江戸自慢三十六興 飛鳥山投土器』

かわらけとは、江戸時代に祝事の際に用いられた土器の酒杯（盃）を意味する。戦国時代、武将が必勝を祈願して盃を地面に投げつけて出陣したことがかわらけ投げの起源とされる。江戸時代にはかわらけ投げが庶民の娯楽となり、祭礼や祝事の際に行われるようになった。発祥地は京都市の神護寺とされる。
日本各地の高台にある花見の名所などで、酒席の座興として広まったとされる。

## 実施場所
- 神護寺 - 京都府京都市。
- 比叡山 - 京都府京都市。
- 成相寺（成相山パノラマ展望台） - 京都府宮津市。
- 救馬渓観音 - 和歌山県西牟婁郡上富田町。
- 能勢妙見山（ふれあい広場） - 兵庫県川西市。
- 大師山（城崎ロープウェイ） - 兵庫県豊岡市。
- 都久夫須麻神社 - 滋賀県長浜市 竹生島。
- 秋葉山本宮秋葉神社 - 静岡県浜松市。
- 葛原岡神社（魔去ル石） - 神奈川県鎌倉市。
- 鎌倉宮 - 神奈川県鎌倉市。
- 飛鳥山公園 - 東京都北区。
- 梅丈岳（梅丈岳山頂公園） - 福井県三方郡美浜町。
- 寒霞渓（第二展望台） - 香川県小豆郡小豆島町。
- 屋島（獅子の霊巌） - 香川県高松市。